# Варга, Эрик
Эрик Варга (словац. Erik Varga, р.9 июня 1976) — словацкий стрелок, трехкратный чемпион мира, двукратный чемпион Европы, пятикратный победитель этапов кубка мира, чемпион Европейских игр.

## Биография
Родился в 1976 году в Шале. В 2008 году принял участие в Олимпийских играх в Пекине, где стал 9-м в трапе. В 2012 году принял участие в Олимпийских играх в Лондоне, где стал 12-м в трапе. В 2015 году завоевал золотую и серебряную медали Европейских игр.